# Магалі-вусань
Мага́лі-вуса́нь (Sporopipes) — рід горобцеподібних птахів родини ткачикових (Ploceidae). Представники цього роду мешкають в Африці на південь від Сахари.

## Види
Виділяють два види:
- Магалі-вусань південний (Sporopipes squamifrons)
- Магалі-вусань північний (Sporopipes frontalis)

## Етимологія
Наукова назва роду Sporopipes походить від сполучення слів дав.-гр. σπορος — насіння і οπιπευω — дивитися, витріщатися.